# Sangli (distrikt)

Distriktets läge i Maharashtra.

Sangli är ett distrikt i delstaten Maharashtra i västra Indien. Befolkningen uppgick till 2 583 524 invånare vid folkräkningen 2001, på en yta av 8 572 kvadratkilometer. Den administrativa huvudorten är Sangli.
Sangliregionen är känd som "Indiens sockerbälte", på grund av utbredd sockerodling inom jordbruket.

## Administrativ indelning
Distriktets är indelat i nio tehsil (en kommunliknande enhet):
- Atpadi
- Jat
- Kavathe-Mahankal
- Khanapur
- Miraj
- Palus
- Shirala
- Tasgaon
- Walwa

## Städer
Distriktets städer är Sangli, distriktets huvudort, samt:
- Ashta, Budhgaon, Madhavnagar, Manadur, Tasgaon, Uran Islampur och Vita